# São João da Madeira
São João da Madeira (sɐ̃ũ ʒu'ɐ̃ũ dɐ mɐ'dɐiɾɐ) è un comune portoghese di 21 102 abitanti situato nel distretto di Aveiro.

## Società

### Evoluzione demografica
| 1930 | 1960  | 1981  | 1991  | 2001  | 2004  |
| 5481 | 11921 | 16444 | 18452 | 21102 | 21538 |

## Freguesias
L'unica freguesia è São João da Madeira.